# 전쟁을 끝내기 위한 전쟁
모든 전쟁을 끝내기 위한 전쟁(The war to end war, The war to end all wars)은 제1차 세계 대전을 가리키는 말로, 원래는 이상적인 의미였지만 지금은 폄하하는 의미로 사용된다. 영국의 저술가이자 사회평론가였던 H. G. 웰스가 1차 대전이 일어난 직후에 출판한 책의 제목을 이 말로 단 데에서 유래하였다.

## 같이 보기
- 상호확증파괴